# Castello di Coulommiers
Il castello di Coulommiers (in francese: château de Coulommiers) era una fortezza rinascimentale situata nel dipartimento Senna e Marna, nella città di Coulommiers.
Il castello venne ricostruito a partire dal 1613 da Caterina di Nevers su disegno dell'architetto Salomon de Brosse e dopo la morte del marito Enrico I di Orléans, duca di Longueville.
Scomparsa Caterina nel 1629, suo figlio Enrico II di Orléans-Longueville incaricò l'architetto François Mansart di terminare i lavori, ma in maniera più sobria.
Dal 1736 al 1738 si provvide alla demolizione del castello che si trovava in una zona poco salubre. Della costruzione sono rimasti un piccolo ingresso e i portici concavi che si trovavano agli angoli del retro delle case a corte.